# Meigenia cylindrica
Meigenia cylindrica là một loài ruồi trong họ Tachinidae.